# Suffomyia dancei
Suffomyia dancei är en tvåvingeart som beskrevs av Lorenzo Munari 2008. Suffomyia dancei ingår i släktet Suffomyia och familjen Canacidae.
Artens utbredningsområde är Oman. Inga underarter finns listade i Catalogue of Life.